# みんな大好き、チュッ!
『みんな大好き、チュッ!』（みんなだいすき チュッ）は、2002年から2006年まで発売されていたハロー!プロジェクトのコンサート写真集のシリーズの名称である。

## 概要
ハロー!プロジェクトでは、毎年夏（7月 - 8月）および冬（1月）の年2回所属するメンバーが集まってそれぞれのメンバーやグループのコンサートとは別にハロー!プロジェクトとしてのコンサートを開催している。これらのコンサートについては一般的なライブ写真集は当初からコンサートツアーごとに発売されていたが、2002年以降はそれらとは別に、各メンバーが数ページごとに自分の担当を持ち、そこにコンサートの楽屋裏などでのメンバーの姿をメンバー自身が撮影した写真をもとに、自らレイアウトして説明を書き加えて作成したものをまとめた写真集を発売するようになった。これらは発行されるごとに少しずつ異なったタイトルが付けられているものの、すべて「みんな大好き、チュッ!」という共通のフレーズを含んでいるために、通常この名称で呼ばれている。写真のほかに各メンバーが決められたテーマに答えるアンケートなどが収録されていることもある。
メンバーの書き込みに誤字があってもそのまま収録されている場合があることなどを見ても、基本的には各メンバーが自分の意思で自由に編集していると見られるため、それぞれのメンバーが編集したページには、そのメンバーと仲のよいメンバーが多く登場するなど、ハロプロメンバーの人間関係がよくわかるとともに、
- それまで2ちゃんねる発祥であり、かつ2ちゃんねるを中心とした一部の掲示板やファンサイトでだけ使われていると思われていた辻希美の「ののたん」という愛称がハロプロメンバーの間でも使用されていること。
- ミカの日本名の漢字表記が「美歌」であること。
- ハロプロエッグのメンバーの名前やその漢字表記

など、このシリーズの中で初めて明らかになった情報も多い。

## 書誌情報
「みんな大好き、チュッ!」という共通のタイトルの後に毎号異なったサブタイトルが付けられており、判型もほぼ毎号のように異なっている。また2006年冬は2冊に分けて発行された。
- Hello! Project 2002 みんな大好き、チュッ! - 初めての手づくりアルバム（2002年5月 竹書房）ISBN 4-812409225
- Hello! Project 2002 みんな大好き、チュッ! 2 - 手づくりアルバム（2002年10月 竹書房）ISBN 4-812410207
- Hello! Project 2003 みんな大好き、チュッ! 3 - いいことありそっ!（2003年4月23日 竹書房）ISBN 4-812411742
- Hello! Project 2003 みんな大好き、チュッ! 4 - 笑顔がいっぱいっ!（2003年10月25日 竹書房）ISBN 4-812413524
- Hello! Project 2004 みんな大好き、チュッ! 5 - ハロプロ・タイムス（2004年4月10日 竹書房）ISBN 4-812416159
- Hello! Project 2004 みんな大好き、チュッ! 6 - ハロプロニュース（2004年10月21日 竹書房）ISBN 4-812418658
- Hello! Project 2005 みんな大好き、チュッ! 7 ハロプロ・ノート（2005年4月15日 竹書房）ISBN 4-812421306
- Hello! Project 2006 Winter みんな大好き、チュッ! 8 ベストセルフショット（2006年4月21日 竹書房）ISBN 4-8124-2683-9
- Hello! Project 2006 Winter みんな大好き、チュッ! 8 かわいいNG?ショット（同上）ISBN 4-8124-2684-7
- Hello! Project 2006 Summer みんな大好き、チュッ! 9 笑顔!変顔!決めポーズ!（2006年10月5日 竹書房）ISBN 4-8124-2898-X

## 類似の商品
2005年夏のハロー!プロジェクトのコンサートのみこのシリーズは出版されなかったが、別の出版社よりほぼ同じ内容のものが出版されている。
- Hello! Project 2005 - ハロプロタウン（2005年11月9日 大誠社）ISBN 4-902577-07-0

## 関連事項
- ハロー!プロジェクトの作品・出演一覧
- モーニング娘。ソロ写真集シリーズ
- アロハロ